# Agioi Anargyroi-Kamatero
Agioi Anargyroi-Kamatero (in greco Άγιοι Ανάργυροι-Καματερό?) è un comune della Grecia situato nella periferia dell'Attica (unità periferica di Atene Occidentale) con 58.244 abitanti secondo i dati del censimento 2001.
È stato istituito a seguito della riforma amministrativa detta piano Kallikratis in vigore dal gennaio 2011 che ha abolito le prefetture e accorpato numerosi comuni